# Święck Wielki
Święck Wielki – wieś w Polsce położona w województwie podlaskim, w powiecie wysokomazowieckim, w gminie Wysokie Mazowieckie.
W latach 1975–1998 miejscowość administracyjnie należała do województwa łomżyńskiego.
Wierni kościoła rzymskokatolickiego należą do parafii św. Stanisława Biskupa i Męczennika w Dąbrowie Wielkiej.

## Historia
Wieś nad rzeką Brok, wzmiankowana w dokumentach w XIII w. jako Swantsko. Wtedy też stanowiła prawdopodobnie uposażenie pobliskiego grodu i kościoła w Święcku-Strumianach.
Na początku XV w. osiedli tu rycerze herbu Ślepowron. Starsze herbarze mówią o herbie Swienczyc. Później przyjęli oni nazwisko Święcki. Spis podatkowy z 1580 r. wymienia największą liczbę takich nazwisk w całej parafii Dąbrowa Kościelna. Wielu Święckich podpisało się pod dokumentem elekcji króla Jana III Sobieskiego. Feliks Święcki został regentem ziemskim, podlaskim w roku 1788.
W roku 1827 miejscowość liczyła 42 domy i 269 mieszkańców.
Pod koniec wieku XIX wieś należała do powiatu mazowieckim, gmina Szepietowo, parafia Dąbrowa Wielka. Posiadała 800 mieszkańców, 1148 mórg obszaru, młyn wodny i wiatrak.
W 1891 r. były tu 44 gospodarstwa drobnoszlacheckie i 13 chłopskie. Średnie liczyło 8,2 ha. W dwudziestoleciu międzywojennym najwięcej ziemi posiadał Zenon Bukowski (77ha). Istniały tu dwa zakłady kowalskie: K. Matczaka i S. Skawskiego.
W roku 1921 naliczono 75 budynków z przeznaczeniem mieszkalnym i 397 mieszkańców (187 mężczyzn i 210 kobiet). Wszyscy podali narodowość polską. Wyznanie rzymskokatolickie zgłosiło 385 osób, a mojżeszowe 12.

## Szkoła powszechna
Niewielka szkoła prywatna, utrzymywana przez nieznanego właściciela ziemskiego, istniała w czasie Powstania styczniowego. W latach 1911–1914 funkcjonowała tu szkoła z rosyjskim językiem nauczania. Nauczyciele: Stanisław Przybyłowski, Janina Laskowska. W 1916 r. władze niemieckie wyraziły zgodę na otwarcie szkoły. Nauczyciele: Aleksander Dzienkiewicz, Janina Szalcynowska (od 1918), która założyła szkolny sklepik Bratniej Pomocy. W sierpniu 1919 r. szkołę przekształcono w dwuklasową.
W 1920 r. ponownie szkoła jednoklasowa. Liczba uczniów: 1920-94, 1922-50, 1924-42, 1925-47. W roku 1930 szkołę przekształcono w trzyklasową. Liczba uczniów: 1930-131, 1932-90. Nauczyciele: Julia Warmusowa (1924-1925), Stanisław Dąbrowski (1928), Józef Kaczyński (1929), Helena Zienkiewiczowa, Albin Winogrodzki (1931), Irena Zwierciadłowska (1935), Irena Konopko (1941). W 1930 r. rozpoczęto budowę nowej szkoły. 6 września 1937 r. budynek, kryty blachą, oddano do użytku. Do szkoły uczęszczały dzieci ze: Święcka, Strumian, Trzecin, Kaczyna Starego i Dąbrowy Dzięciel.
W czasie II wojny światowej budynek został spalony, lekcje odbywały się potajemnie, w prywatnych mieszkaniach.
Nową szkołę siedmioklasową oddano do użytku w roku 1948. W 1964 r. szkoła spaliła się. Do 1970 r. nauczanie odbywało się w mieszkaniach prywatnych. W 1971 r. ponownie zbudowano nową szkołę, która na początku nowego tysiąclecia szkoła została wyremontowana. Kotłownię węglową zamieniono na olejową. Współcześnie szkoła i oddział przedszkolny, z powodu niżu demograficznego, borykają się z małą liczbą uczniów.

## Obiekty zabytkowe
- drewniana kapliczka domkowa z ludową rzeźbą[12]

## Obiekty pożytku publicznego
- Szkoła Podstawowa w Święcku Wielkim, 18-200 Wysokie Mazowieckie
- Ochotnicza Straż Pożarna, Święck Wielki 33, 18-200 Wysokie Mazowieckie